# 스웨드뱅크

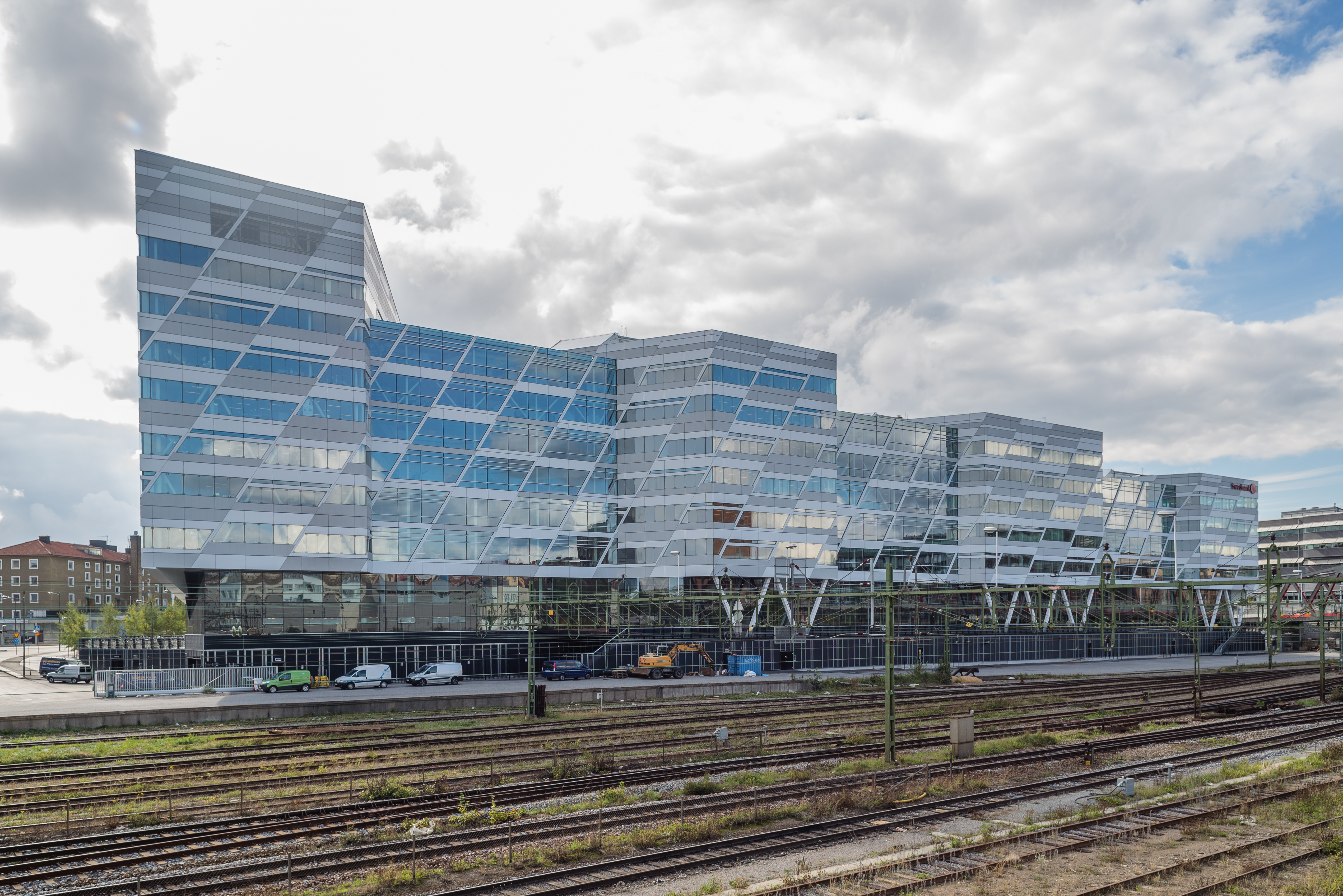

스웨드뱅크(Swedbank)는 스웨덴 스톡홀름에 위치한 노르딕-발트 뱅킹 그룹으로, 리테일 뱅킹, 자산운용, 금융 및 기타 서비스를 제공한다. 2019년, 스웨드뱅크는 900,000명의 개인 고객과 130,000곳의 기업 고객을 보유하였으며 에스토니아의 지불 시장 점유율 중 60%를 차지하였다.

## 역사
최초의 스웨덴 저축은행은 1820년 예테보리에서 설립되었다. 1992년, 수많은 지역 저축은행들이 합병되어 Sparbanken Sverige라는 이름으로 설립되었다. 1995년, 이 은행은 스톡홀름 주식시장에 상장되었다.